# Katangasolfågel
Katangasolfågel (Cyanomitra bannermani) är en fågel i familjen solfåglar inom ordningen tättingar.

## Utbredning och systematik
Fågeln förekommer från norra Angola till sydöstra Demokratiska republiken Kongo och nordvästligaste Zambia. Den behandlas som monotypisk, det vill säga att den inte delas in i några underarter.

## Status
IUCN kategoriserar arten som livskraftig.

## Namn
Fågelns vetenskapliga artnamn hedrar David Armitage Bannerman (1886-1979), skotsk ornitolog och samlare av specimen. Tidigare kallades den bannermansolfågel eller Bannermans solfågel även på svenska, men tilldelades 2023 ett mer informativt namn av BirdLife Sveriges taxonomikommitté.